# Monsteroux-Milieu
Monsteroux-Milieu é uma comuna francesa na região administrativa de Auvérnia-Ródano-Alpes, no departamento de Isère. Estende-se por uma área de 8,17 km². Em 2010 a comuna tinha 815 habitantes (densidade: 99,8 hab./km²).